# Bitwa o Vukovar
Bitwa o Vukovar – 87-dniowe oblężenie Vukovaru we wschodniej Chorwacji przez Jugosłowiańską Armię Ludową (JNA), przy udziale różnych serbskich sił paramilitarnych, od sierpnia do listopada 1991 r.
Przed wojną o niepodległość Chorwacji to barokowe miasto było zamożną mieszaniną wspólnoty Chorwatów, Serbów i innych grup etnicznych. W 1990 r. rozpoczął się proces rozpadu Jugosławii pod wpływem nacjonalistycznej polityki prowadzonej przez prezydenta Serbii Slobodana Miloševicia i prezydenta Chorwacji Franjo Tuđmana. Doprowadziło to do wybuchu zbrojnego powstania Serbów chorwackich, wspieranych przez rząd Jugosławii i grupy paramilitarne. W Chorwacji milicja serbska przejęła kontrolę nad ludnością z obszarów Chorwacji, a JNA zaczęła agitować na rzecz buntu. Konflikt wybuchł na terenie wschodniej Slawonii w maju 1991 r. W sierpniu JNA rozpoczęła na szeroką skalę atak na terytorium Chorwacji, obejmując wschodnią Slawonię, w tym Vukovar.

Vukovaru broniło około 1800 lekko uzbrojonych żołnierzy chorwackiej Gwardii Narodowej (ZNG) i ochotników cywilnych przeciwko 36 000 żołnierzy JNA i paramilitarnych sił serbskich wyposażonych w ciężkie uzbrojenie i wspieranych przez artylerię. Podczas bitwy w kierunku miasta wystrzelono około 12 000 pocisków i rakiet dziennie.

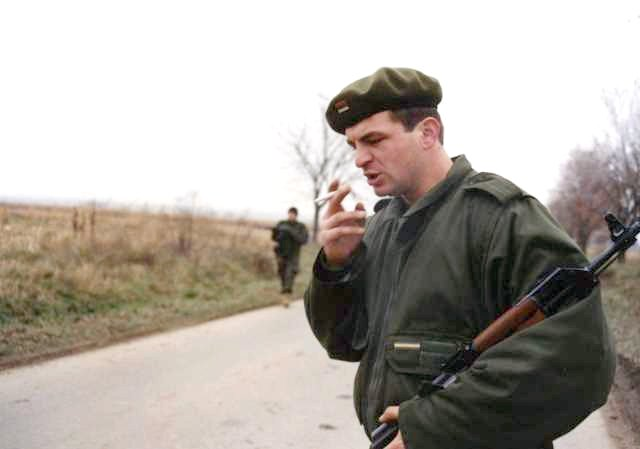
Przedstawiciel serbskiego patrolu paramilitarnego w Erdut, we wschodniej Slawonii, 1991

W czasie tej potężnej i przedłużającej się walki Vukovar został pierwszym całkowicie zniszczonym dużym miastem w Europie od czasu zakończenia II wojny światowej . Po zdobyciu Vukovar przez siły serbskie 18 listopada 1991 r., setki żołnierzy i cywilów zostało zamordowanych przez siły serbskie; co najmniej 31 000 cywilów wywieziono z miasta i jego okolic.
Vukovar padł ofiarą czystek etnicznych, a także stał się częścią samozwańczej Republiki Serbskiej Krajiny. Kilku serbskich wojskowych i urzędników politycznych, w tym Slobodana Miloševicia, oskarżono o zbrodnie wojenne popełnione w czasie bitwy i po niej.
Bitwa wyczerpała JNA i okazała się punktem zwrotnym w chorwackim konflikcie. Zawieszenie broni zostało ogłoszone kilka tygodni później. Vukovar pozostał w rękach serbskich do roku 1998, kiedy to został pokojowo wcielony do Chorwacji.